# María Dolores de Cospedal García

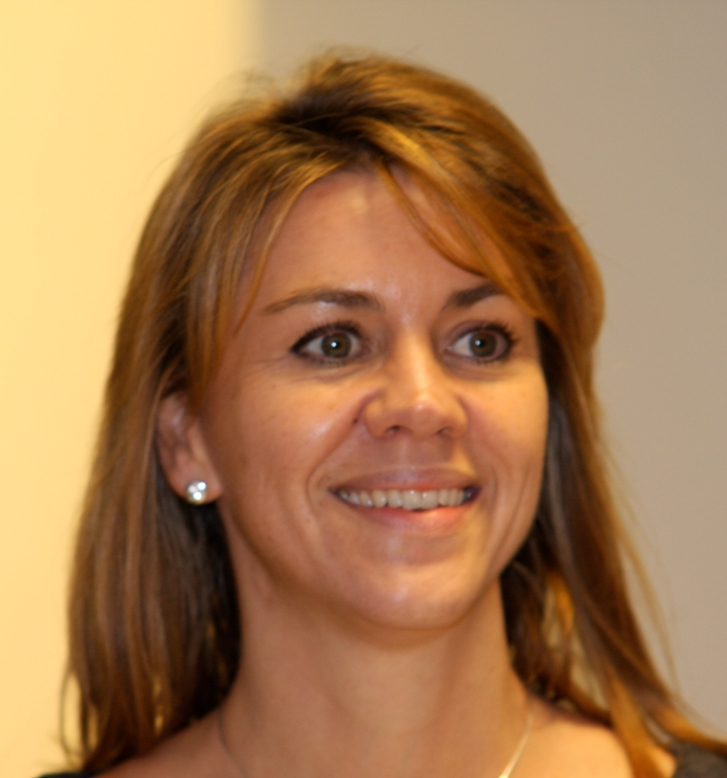
Maria Dolores de Cospedal, 2008

María Dolores de Cospedal García (Geburtsname: María Dolores Cospedal García; * 13. Dezember 1965 in Madrid) ist eine ehemalige spanische Politikerin. Von Juni 2008 bis Juli 2018 war sie Generalsekretärin der Partido Popular (PP). Von November 2016 bis Juni 2018 amtierte sie als Verteidigungsministerin von Spanien.

## Werdegang
Cospedal studierte Rechtswissenschaft an der Madrider Privatuniversität CEU San Pablo des katholischen Centro de Estudios Universitarios. Ab 1991 war sie Staatsanwältin im Baskenland. Ab 1992 arbeitete sie für das heutige Ministerium für Entwicklung, später im Ministerium für Soziales. 1998 war sie in der spanischen Botschaft in den Vereinigten Staaten als Beraterin tätig, 1999 wurde sie zur technischen Generalsekretärin im Ministerium für Soziales und Arbeit ernannt. Weiter war sie für das Ministerium für Öffentliche Verwaltung und das Innenministerium tätig.

## Politische Ämter
Im Juni 2006 wurde Cospedal zur Parteivorsitzenden der PP in Kastilien-La Mancha gewählt. Zwei Jahre später ernannte Mariano Rajoy sie zur ersten Generalsekretärin in der Geschichte der PP.
Nach einem historischen Wahlsieg ihrer Partei am 22. Mai 2011 in dem seit 1982 immer sozialistisch regierten Kastilien-La Mancha war sie von Juni 2011 bis 2015 Ministerpräsidentin der Autonomen Gemeinschaft Kastilien-La Mancha. Sie verlor dieses Amt nach den Autonomiewahlen vom Mai 2015, als ihre Regierung von einem Bündnis zwischen Sozialisten und der linkspopulistischen Partei Podemos abgelöst wurde. Am 3. November 2016 wurde María Dolores de Cospedal zur Ministerin für Verteidigung der spanischen Regierung im zweiten Kabinett Rajoy ernannt.
Mit dem konstruktiven Misstrauensvotum am 1. Juni 2018 sprach der Cortes Generales gegenüber der Regierung Rajoy ihr Misstrauen aus, woraufhin die Regierungszeit Cospedal endete.
Nach dem Rücktritt Rajoys vom Parteivorsitz der PP bewarb sich Cospedal um das Parteiamt, erreichte aber in der Vorwahl nur 26 Prozent der Stimmen und damit den dritten Platz. Sie schied damit aus dem Rennen aus und gab eine Wahlempfehlung für Pablo Casado ab, der sich im zweiten Wahlgang auf dem Parteitag vom 21. Juli 2018 schlussendlich gegen Soraya Sáenz de Santamaría durchsetzte. Nach der Wahl Casados zum Parteivorsitzenden verlor Cospedal auch ihr Amt als Generalsekretärin der PP, ihr Nachfolger wurde Teodoro García Egea.
Am 5. November 2018 schied Cospedal auch aus dem Vorstand der Partei aus. Hintergrund war die Veröffentlichung von Tonbandaufnahmen, aus denen hervorging, dass sie neun Jahre zuvor einen ehemaligen Kommissar der Nationalpolizei beauftragt hatte, sowohl Rivalen in der eigenen Partei als auch Mitglieder der konkurrierenden PSOE auszuspionieren. Am 7. November 2018 verzichtete sie schlussendlich auch auf ihr Abgeordnetenmandat und kündigte ihren Rückzug aus der Politik an.

## Parteispendenaffäre
Durch Presseveröffentlichungen im Juli 2013 wurden Korruptionsvorwürfe im Zusammenhang mit dem Caso Gürtel gegen Vertreter der Volkspartei in Toledo bekannt. Im Oktober 2013 wurde ein Ermittlungsverfahren wegen des Verdachts der illegalen Parteienfinanzierung beim obersten Gerichtshof in Madrid eröffnet. Es ging um eine Spende in Höhe von 200.000 Euro für die Autonomiewahlen 2007 in Kastilien-La Mancha, bei der Cospedal die Spitzenkandidatin der PP war. Beschuldigt waren Mitarbeiter der Stadt Toledo. Sie sollen die Spende von einer Niederlassung der Firma Sacyr erhalten und an die Partei weitergeleitet haben. Im Gegenzug sei an das spanienweit tätige Unternehmen für 10 Jahre der Auftrag der Müllentsorgung der Stadt Toledo vergeben worden. Gegen Vorwürfe einer persönlichen Verwicklung in diese Vorgänge verwahrte sich María Dolores de Cospedal durch eine Verleumdungsklage gegen Luis Bárcenas, den im Fokus der Gürtel-Affäre stehenden ehemaligen Schatzmeister der PP, die Anfang Dezember 2013 abgewiesen wurde. Cospedal verzichtete auf Rechtsmittel, da der Verfahrensverlauf ihrer Ansicht nach hinreichend klargestellt hatte, dass die gegen sie persönlich gerichteten Anschuldigungen unzutreffend bzw. unbewiesen seien.